# Lijst van motorfietsmerken
Deze lijst bevat een overzicht van historische (veteraanmotoren) en actuele motorfiets -merken.

## A
A&A - AAE - Abako - Abbotsford - ABC (Aston) - ABC (Berlijn) - ABC Motors - ABC (Parijs) - ABC-Znel - Abendsonne - Aberdale - Abe-Star - Abignente - Abingdon - ABJ - ABRA - ABSAF - Accossato - ACE - Acher - Achilles - Ackland - ACMA - ACME (Earlsdon) - ACME (Sydney) - ACS - Acsa - AD - ADB (Avenger) - Addison - Adek - Ader - Adler - Adly - ADM - Adma - Adonis - Adria - Adriatica - ADS - Advance - AEB - AEE - AEL - Aeolus (Birmingham) - Aeolus (Londen) - Aeon Motor - AER - Aermacchi - Aero-Caproni (Aeromere) - Aeroplan - Aeros - Aero-Scoot - Aero-Special - Aetos - AFW - AGF - AGL - Agon - Agrati (Agrati-Garelli) - AGS - AGV Condor - Aiglon - AIM - Airolite - Ajax (Coventry) - Ajax (Brussel) - Ajax (Wolverhampton) - AJR (Edinburgh) - AJR (Spanje) - AJS - AJW - AKD - Akkens- AKT - Alato - Alba - Albamobile - Albatross - Albert - Albertus - Alcyon - Alcyon-AMC - Alcyon Gentile - Alcyon Italia - Alcyon-Riedel - Aldbert – Aldimi - Alecto - Aleph - Alerion - Alert - Aleu - Alfa (München) - Alfa (Udine) - Alfa-Gnom - Alfer - Alge - Aliprandi - Alko - Alldays & Onions, Alldays Allon - Allegro - Alleluia - Allen Norton - Allen's Auto Trim - Allison - Allon - Allright - Allstate - Alma (Frankrijk) - Alma (Portugal) - Almora - Alouette - Alp - Alpa Picquenot - Alpha (Australisch motorfietsmerk) - Alpha (Barcelona) - Alpha (Frankrijk) - Alpha Centuri - Alphonse Thomann - Alpino (Luik) - Alpino (Pavia) - Alta (Athene) - Alta (Swansea) - Altea - Altena - Alter - Amag - Amazonas - Ambag - Ambassador - AMC (Aurora) - AMC (Brockton) - AMC (Chicago) - AMC (Frankrijk) - Associated Motor Cycles - AMC (Sydney) - AMC (Wittlingen) - AME (Brazilië) - Amen - America - American (Chicago) - American (Ohio) - American Eagle - American-Eagle - American Iron Horse - American King-V - American Quantum - American-X - Amex - AMI (Berlijn) - AMI (Zürich) - AMK - Ammon - AMO (Berlijn) - AMO (München) - AMR - AMS - Amstel (Den Haag) - Amstel (Naarden) - Amstel (Stokvis) - AMW - AMW (DDR) - Ancilotti - Ancon - Ancora - Andalousia - André - André Leducq - Andrean - Andrees - Anelay - Anglian - Anglo-Dane - Anker - Antoine - Anzani - Apache - Apex - API - Apollo - Aprilia - AQG - Aquila (Bologna) - Aquila (Rome) - Arab - Arbinet - ARC - Arco - Ardea - Arden - Ardent - Ardie - Ardilla - Ardito - Ares - Argentre - Argeo - Argul - Argyle - ARI - Ariel - Aristo - Aristos - Ariz - Arley - Arligue - Armac - Armec - Armis - Armor - Armstrong (Barton Engineering) - Armstrong (Londen) - Armstrong (Westminster) - Arno - Aro - Arrow (Birmingham) - Arrow (Chicago) - 
Asahi - Ascot (Australië) - Ascot (Londen) - Ascot-Pullin - Ashford - ASL - ASP - Aspes - Aspi - Asso - Aster - Aston - Astoria (Milaan) - Astoria (Neurenberg) - Astra (Milaan) - Astra (München) - Astral - Atala (Milaan) - Atala (Padua) - ATK - Atlanta-Duo - Atlantic - Atlantik (Bamberg) - Atlantik (Brackwede) - Atlantis - Atlas (Birmingham) - Atlas (Coventry) - Atlas (Leipzig) - Atomette - Atomo S - Attolini - Aubier Dunne - Augusta - Aurora (Aurora) - Aurora (Coventry) - Aurora (Douglas) - Aussi-Also - Austen - Austria (Trautmannsdorf) - Austria (Wenen) - Austria-Alpha - Austro-ILO - Austro-Motorette - Austro-Omega- Auteco - Autinag - Auto-Bi - Autobiroue - Auto-Bit - Auto-Ell - Auto-Fauteuil - Autoflug - Auto-Glide - Autoglider - Automoteurs - Automoto - Autoped - Autosco - Auxi - Avada - Avanti - Avaros - Avello - Avenger - Avenir - Ave-Star - Aviakhim - Avis-Celer - AVLE - Avola - Avon - Avro - Avros - AWD - AWO - Ayres-Hayman - Ayres-Leyland - AZA - Azzariti

## B
B&H - B&P - B&S - Babetta - Baby Star - Babymoto - BAC (Frankrijk) - BAC (Groot-Brittannië) - Badger - BAF - Bafag - Baier - Bailieul - Baindex - BAJ Rijwielen - Bajaj Auto - Baker - Bakker - Balaluwa - Balder - Balkan - Ballot - BAM - Bamar - Bambino - Bamo - Banshee - Bantamoto - Baotian - Barb - Barbé - Barbiero - Bardone - Barigo - Bark - Barnes - Barnsley - Baron - Baroni - Barr & Stroud - Barré - Barron - Barry (Groot-Brittannië) – Barry (Tsjechoslowakije) - Bartali - Barter - Bartisch - Bartol - Barton - Barzoi - Basigli - Basse-Wez - Bastert - BAT - BAT Martinsyde - Batavus - Baudeloo - Baudo - Bauer - Baughan - Baumi - Bayard - Bayerland - Bayern - Bayley-Flyer - Bayliss-Thomas - BB (Parma) – BB (Stettin) - BCR - BD - Beading Engine Company - Beam - Beamish - Beardmore-Precision - Beare - Beasley - Beast, the - Beaufort - Beau Ideal - Beaumont - Be-Be - Beccaria - Becker - Beco - Beeston - Befag - Behag - Bekamo - Belgian Cushman - Bema - Bender - Benelli - Benjamin - Benoit-Gonin - Benotto - Beo - Beoziere - Bercley - Beresa - Bergfex - Bergo - Berini - Berix - Berlick - Berlin - Bernardet - Bernardi - Berneg - Bero - Bertaut - Bertaut & Son Classics - Bertin - Bertoni - Bertrand - Berva - Berwick - Bessone - Beta - Better - Betocchi - Beuker - Beumer - Bezdez - BFC - BFG - BFW - BH - Bi-Autogo - Bianchi - Bichrone - Bidalot - Big Brute (Bad Hombre) - Big Dog - Bike Bug - Bikotor - Bilyard & King - BIM - Bima - Bimm - Bimofa - Bimota - Bimotor - Binks - Binz - Birch, the - Bird - Birma - Bismarck (Radevormwald) - Bismarck (1921-1923) - Bison - Bitri - BJR - Black 'n Roll - Black Prince - Black Star - Blackburne - Blackford - Blake - Blanche Hermine - Blata - Bleha - Blériot - Blomme & Lecomte - Bloody Mary - Blotto - Blue Bird - Blue Spec - Bluebell - Bluekens - Blumfield - BM (Bologna) - BM (Frankrijk) - BM (Turijn) - BMA (Frankrijk) - BMA (Italië) - BMG (Boedapest) - BMG (Pomigliano D'Arco) - BMI - BMM - BMP (Parijs) - BMP (Perugia) - BMP (Pinerolo) - BMR - BMW - BNF - Boar - Boassi - Boccardo - Bock & Hollender - Boddice - Bodo - Boele - Boge (motorfietsen) - Bogey - Bohlin - Böhme - Böhmerland - Boléro - Bolide - Bologne-Elk - Bombardier - Bon Trike - Bona - Bonanza - Bond - Boom - Booth - Bord, the - Bordone - Borghi - Borgo - Borham - Borile - Borin - Bosch - Bos's - Boss Hoss - Bouchet - Bourgery - Bounds-JAP - Bovy - Bowden - Bown - Boxer Bikes - Boy Toy - BPR - BPS - 
Braak - Bradbury - Bradshaw - Bramo - Brand - Brandwood - Bravee - Bravis - Breda - Bree - Breitfeld & Danek - Brennabor - Breuil - Brezina - Briban - Brico - Bridgestone - Bridgestone-Tailung - Brilant-Alcyon - Brillant - Brion - Bristol - Bristolette - Britax - Britax-Excelsior - British Anzani - British Excelsior - British Radial - British Rival - British Standard - Britten - BRM (Modena) - BRM-Swissauto - Brockhouse - Broler] - Broncco - Brondoit - Brooklands - Brough - Brough Superior - Brown - Brown-Bicar - Bruneau - Brutus - BSA - BSM - BS-Tailung - BSU (Italië) - BSU (Nederland) - BSW - Bubi - Bucher - Buchet - Bücker - Buell - Buffalo - Bugatti - Bugre - Bulldog - Bulleri - Bullo - Bullock - Bülow - Bultaco - Bumblebee - Burford - Burgers-ENR - Burkhardtia - Burney - Burnor - Burrow-Strutt, Bury - Busi - Busse - But - Butler - Buton - Buydens - BV - BVM - Byrd - Byvan

## C
C&J - Caballero - Cabrera - Cabton - Cacharo - Caesar - Cagiva - Calcaterra - Calcott - California (Mountain View) - California (San Francisco) - California Scooter Company - Calthorpe - Calvert - Camber - Cambra - Camden - Camille Faucaux - Campion - Can-Am - Cannondale - Capello - Cappa - Capponi - Capri - Capriolo - Caproni-Vizzola - Carabela - Carbine - Carcano - Carda - Cardan - Cardani - Carfield - Cargnelutti - Carley-Rocher - Carlier (Hollain-lez-Tournai) - Carlier (Kortrijk) - Carlos - Carlton (Carlton-in-Lindrick) - Carlton (Glasgow) - Carniti - Carnielli - Carpaţi - Carpio - Carré - Carreau - CAS - Casal - Casalini - Casoli - Castadot - Castell - Castle - Castor - Caswell - Cavalletta - Cavicchioli - Cayenne - Cazalex - Cazenave - CBR - CC - CCM (Bolton) - CCM (Canada) - CCM-Armstrong - C. Devos - CDP - Ceccato - Cédé - Cedos - CEMEC - Centaur (Coventry) - Centaur (Forchheim) - Centaur (Youngstown) - Center - Centro - Centrum - Century - CF - CFC -CFMOTO- Chaise - Champ - Champion (Australië) - Champion (Japan) - Champion (St. Louis) - Chang Dong - Chang Jiang - Chanon - Chapuis - Charleston - Charlett - Charlkron - Charlton - Chase - Chater Lea - Chay - Chechie - Chell - Cheney - Chianale - China Geely - Chiorda - Choisy - Christophe - Cicca - CID - CIE - Cima - Cimatti - Cita - Cito - Cityfix - CL (Hamburg) - CL (Luik) - CLA - CLA-Knap - Claes - Clamil - Clarendon - Clark - Claude Delage - Clément - Clément-Garrard - Clément-Gladiator - Cless & Plessing - Cleveland (Cleveland, Ohio) - Cleveland (Middlesbrough) - Clifton & De Guerin - Climent Picart - Clewstroka - Clinton - Clipic - Clipper - Clua - Clyde - Clyno - CM (Milaan) - CM (München) - CMB - CMK - CMM (Coventry) - CMM (Lyon) - CMP - CMR - Cobra - Cockerell - Cocymo - Codridex - Cofersa - Colani Egli - Colcham - Colella - Colibri (Charleroi) - Colibri (Liljeholmen) - Colibri (Wenen) - Colleda - Collier - Collinge - Collot - Colomb - Colombo - Colomet - Colonial - Coloyn-Elk - Columbia (Grenoble) - Columbia (Hartford) - Columbus (Oberursel) - Columbus (Verenigde Staten) - COM - Comerford-Wallis - Comery - Comesa - Comet (België) - Comet (Bologna) - Comet (Londen) - Comet (Milwaukee) - Comet (Minneapolis) - Comfort (motorfiets) - Comfort-Sachs - Comiot - Commander - Condor (Braunschweig) - Condor (Courfaivre) - Condor (Coventry) - Condor (Nederland) - Condor (Taiwan) - Confederate - Confort-Sachs - Connaught - Constantin et Cabannes - Consul - Cooper - Cooper-Islo - Copeland - Coppi - Corah - Corbin - Corda - Corgi - Corona (Brandenburg-Havel) - Corona (Maidenhead) - Corona Junior - Coronet - Corre - Corsair - Corvette - Corydon - Cosmos - Cossack - Cosworth - Cottereau - Cotton - Cotton-EMX - Coulson-B - Coventry Alert - Coventry B&D - Coventry B&S - Coventry Challenge - Coventry-Eagle - Coventry Ensign - Coventry Emblem - Coventry Mascot - Coventry Motette - Coventry Premier - Coventry Regent - Coventry Star - Coventry Victor - Cozzo - CPC - CPI - CP-Roleo - CR - CR&S - Crabtree - Crahay - Craig - Crawford - CRC Moto - Crescent - Cresma - Crest - Crocker - Croft - Croker - Crosta - Crouch - Crown Prince - Crownfield - CRT - Cruzzer - Crypto (Londen) - Crypto (Verenigd Koninkrijk) - Csepel - CTS - Cub - Cudell - Cup - Cursy - Curtiss - Curwy - Cushman - Custom Chrome - Customtrikes - CWS - Cyc-Auto - Cyclaid - Cyclemaster - Cyclemotor - Cycle-Scoot - Cyclestar - Cyclette - Cyclex - Cyclolux - Cyclon (Antwerpen) - Cyclon (Berettyóújfalu) - Cyclon (Berlijn) - Cyclone (St. Paul) - Cyclone (Verenigde Staten) - Cyclonette - Cyclop - Cyclorex - Cyclotracteur - Cykelaid - Cyklon - Cyklonette - Cymota - Cyril Huze - Cyrus - CZ - Czech

## D
Daelim - Daihatsu-Wallis - Daimler - DAK - Dalesman - Dalifol - Dallison - Dall'Oglio - Dalm - Dalton and Wade - Dalton - Dane - Danubius - Danuvi - Danuvia - Dardo - Darge - Darlan - Darling - Dart (Coventry) - Dart (Kingston-on-Thames) - Dasse - Daudel - Daudon - Daventry - David - Davison - DAW (Coventry) - DAW (München) - Dax - Day-Leeds - Dayton (Dayton) - Dayton (Elkhart) - Dayton (Londen) - Daytona - De Cosmo - De Dion-Bouton (Puteaux) - De Dion-Bouton (Rochet) - De Dion-Bouton (Chichery) - De Haviland - De Haviland-EMC - De Hinde - De la Hault - De Long - De Luxe (Chicago) - De Luxe (Melbourne) - De Luxe (Wolverhampton) - De Paupe - De Prato - De Togni - Deca - DéChamps - Declaret - Decomotor-Foxinette - Decoster - Dé-Dé - Defa - Defco - Defiant - Defy-All - Dei - Delaplace - Delco - Delin - Della Ferrera - Deloma - Delta - Delta-Gnom - Demm - Denali - Dene - Dennell - Deprez - Derbi - Derby (Verenigd Koninkrijk) - Derby (Leuven) - Derny - Deronax - Deronzière - Derouaux - Despatch Rider - Desperado - Detroit - Devil - Devil's Trikes - Devos - DFB - DFR - DFT - DGW - Di Blasi - Diag - Diagon - Diamant (Bekkevoort) - Diamant (Reichenbrand) - Diamond (Birmingham) - Diamond (Luik) - Diamond (Wolverhampton) - Dick-Dick - Didier Jillet - Diel - Diem - Diesella - Dieterle-Dessau - Difra - Dihl - Dilecta - Dimension Edge - Dinamo - Dinatel - Dinli - Disa - Disselhof - Dixon Racing - Dixor - Djounn - DK-CITY - DKF - DKR - DKW - DLM - DMF - DMG - DMT - DMW - DNB - Dnepr - Dobbeleen - Dobro-Motorist - Dodge - Doglioli & Civardi - Dolf - Dollar - Dolphin - Dominissimi - Dong Hai - Dong Tian - Doniselli - Dopper - Dorion - Dorman - DOT - Dotta - Doue - Douglas - DPP - DR - D-Rad - Drag Mob - Dreadnought - Dreipunkt - Dresch - Dresco - Dresda - Drevon - DRS - Drysdale - Dryvtech - DS - DSH - DSK - DS-Malterre - Ducati - Ducson - Dufaux - Dümo - Duncan - Dunelt - Dunjo - Dunkley (Birmingham) - Dunkley (Hounslow) - Dunstall - Durand - Durandal - Dürkopp - Duryea - Dusart - Duss - Duval - Dux (Coventry) - Dux (Rusland) - Duzmo - DWB - Dymax - Dynacycle - Dyson-Motorette

## E
E. Fontaine - Eadie - Eagle - Eagle-Tandem - Ebe - Eber - EBO - EBS - Ebu-Star - EBW - ECA - Eceka - Echasa - Eclipse - Echo Hawk - Echo - Eckl - Ecomobile - Economic - Ecosse - Ecureuil - ED - Edeta - Edmonton - Edmund - Edwin - Eenhoorn - Efa - EGA (Assen) - EGA (Gaggenau) - Egli - EGU - Ehrenpreis - Eichel Prester - Eichelsdörfer - Eichler - Eilenriede - Einspur - Eisenhammer - Eisler - Ekovehicle - Eland - Elect - Electric Moto - Electric Motorsport - ELF - Elfa - Elfe - Elf-King - Elfson - ELI - Elie Huin - Elig - Elite (Luik) - Elite (Schönau) - Elite-Opel - Elk - Elleham - Elliott - Elmdon - Elmeca-Gilera - Elring - Elsa - Elsinore - Elstar - Elster - Elswick - Elswick-Hopper - Elve - EM - EMA - EMB (Groot-Brittannië) - EMB (Santa Rosa) - Emblem - EMC - EMH - Emmag - Empire - Empo - Empo-Carley - Emro - EMS - Emuro - EMVA - EMW - Emwe - EMX - ENAF - Enag - Endrick - Endurance - Energette - Enfield - Engee - Engel - Ensia - EO - Eole - Eolo - Epa - EPC - Erade - Ercoli-Cavallone - Ergo - Erie - Eriol - Erka - Erkö - Ermag - Ernst Eichler - Ernst-MAG - Err-Zett - Esbe - Eschag - Esch-Rekord - Escol - Escorts - Esperia - ESO - Esse - ETA - Etoile - E-TON - Eulette - Eureka - Euro-cross - Eurocross - Europa - Evans - Evans-Pondorf - Evart-Hall - Everest (Berlijn) - Everest (Parijs) - EVO - EVT (VSA) - EVT (Canada) - EVT (Taiwan) - Evycsa - Ewabra - EWB - Ewbank - Excelsior (Bourgoin) - Excelsior (Brandenburg) - Excelsior Cycle Company, Chicago - Excelsior Motor Mfg and Supply Co, Chicago - Excelsior (Coventry) - Excelsior (München) - Excelsior Henderson (Belle Plaine) - Express - EXY - Eysink - Eysink-Renata

## F
F.C. - Fabianski - Fabrizio - Fabula - Fadag - Fafnir - Fagan - Fagard - Faggi - Faini - Fairfield - Fairy - Faka - Falco - Falcon - Falke (Frankfurt) - Falke (Tarthun) - Falter - Falz - FAM - Fama (België) - Fama (Kiel) - Fama (Utrecht) - Famag - Famel Zündapp - Famo - Fantic - FAR - Farnell - Fast by Ferracci - Fast Toys - Fath - Favor - Favorit - Favourite - FB (Birmingham) - FB (Breslau) - FB Minarelli - FB Mondial - FBM - FCS - Feber - Febo - Fecht - Fechtel - Federal - Federation - Fee - Feilbach Limited - Félix Millet - Feminia - Ferbedo - Ferrari - Ferraris - Fert - Feuling - FEW - FEX - FG - FHG - FHI - FIAM - FIAMC - Fichtel & Sachs - Fiducia - Fifi - Figini & Lazzati - Fimer - Finscoot - Finzi - Fior - Fiorelli - Fis - Fischer - FIT - Fix - FKS - Flanders - Flandria - FLD-JLO - Flèche d’Argent - Fleet - Flink (Åmål) - Flink (hulpmotor) - Flink (München) - FLM - Flottweg - Flux - Fly - Flying Bedstead - Flying Merkel - FM - FMC (Frankrijk) - FMC (Tokio) - FMT - FN - FNR - Focesi - Fochj - Foggy-Petronas - Folan - Follis - Fongers - Fongri - Fonlupt - Fontaine - Force - Forelle - Foroni - Forster - Forta - Fortonia - Fortuna - Forward - Fossier - Foster - Fox (Frankrijk) - Fox (Verenigde Staten) - FP - Frali - France - Francia - Franchi - Francis-Barnett - Frankonia - Franks - Franzani - Fraser - Freccia Azzurra - Freco - Freital - Frejus - Frera - Freyer & Miller - Freyler - Freyters - Fridegotto - Frigerio-Gilera - Frigerio-Puch - Frima - Frimo - Frischauf - Frisoni - Frohner & Pasztelyi - FTI Design - Fubo - Fuchs (Erkelenz) - Fuchs (Hallein) - Fuchs (Milaan) - Fuji Heavy Industries - Fuji Kikai - Fuji Motor Corporation - Fulgor (Frankrijk) - Fulgor (Milaan) - Furch - Furetto - Furir - Fusi - FVL

## G
G&R - G&W - G&G - GA - Gabbiano - Gaby - GAC - Gadabout - Gaggenau - Gaia - Galator - Galbai - Galbusera - Galf Flyer - Gall - Gallina - GAMAX - Gallmotor - Galloni - Gamage - Gambler - Ganna - GAR - Garabello - Garanzini - Garanzini-JAP - Garavaglia - Garelli - Garin - Garlaschelli - Garrard - GasGas - Gasquy - Gaßmann - Gasuden - Gatti - Gauthier - Gayer - Gazda - Gazelle - Gazzi - GB - GBC - GCS - GD - GD-Ghirardi - GE Design - Gebben - Géco-Herstal - Gedo-Victoria - Geely - Geer - Geha - Geier - Geka - Gelria - Ge-Ma-Hi - Gemini - Gems - Generic - Geneva - Génial-Lucifer - Gentil - Georges Richard - Georgia Knap - Geppert - Gerald - Gerbi - Gerhart - Gérkinet - Germa - Gerkinet & Ledent - Germaan - Germania - Gerold Vogel Moto Fascination - Gerosa - Gerrard - Gervo - Getrag - GG Duetto - GH - Ghezzi & Brian (Ghezzi-Brian) - Ghiaroni - Giacomasso - Gianca - Gianoglio - Giant - Gigant - Giguet - Gila-M - Gilba - Gilera - Gillet - Gima - Gimson - Gioiello - Girardengo - Gitan - Gitane - Giulietta, Giulietta-Peripoli - Givaudan - GK 1 - GKD - GL - Gladiator - Glendale - Globe - Glockner - Gloria (Coventry) - Gloria (Milaan) - Gloria (Nottingham) - Gloria-Rekord - GM - GMF - GMR - GMS - GN - Gnädig - Gnom - Gnome et Rhône - Godden - Godet (merk) - Godier & Genoud - Goebel - Goetz - Goggo - Go-Kart - Golbi - Gold-Rad - Golem - Goliath - Golo - Gonthier - Goodenough - Go-Ped - Gori, Gori-Bimm - Göricke - Gorrion - Gough Brothers - Gough - Gouverneur - Goverse & Rotteveel - GPX - GR - GRB - Grade - Graindorge-Cornet - Grandex, Grandex-Precision - Graphic - Grasetti - Grassetti - Gratieux - Graves - GRC - Greaves-Lombardini - Green - Green (Green-Precision) - Green Egg - Greeves - Grefa - Greyhound (Ashford) - Greyhound (Buffalo) - GRG - GRI - Griffon - Grigg - Grimshaw - Grindlay-Peerless - Gringo - Gritzner - Grizzly - Grose-Spur - Grote - Growden - Grüco - Gruhn (Hugo) - Gruhn (Richard) - Gruno - Gruter & Gut - Grutzena - GS (Burg) - GS (Berlijn) - GS (Milaan) - GSD - GSG - GSM - Guaraldi - Guazzoni - Guia - Guignard - Guiller - Guizzardi - Guizzo - Güldner - Gustloff

## H
H&D - H&R (Niederoderwitz) - H&R (Coventry) - H&W - H. Petit - HAB - Hack - Haden - Hagel - Hagg Tandem - Hägglunds - Hagon - Hai - Haja - Hako - Halumo - HAM - Hamilton - Hampton - Handy Scooter - Hanfland - Hansa - Hansan - Hapamee - Harding-JAP - Harewood - Harlette, Harlette-Géco - Harley-Davidson - Harmsen - Harper - Harras - Harris - Harris-Triumph - Harrissard - Harso - Hartford - Hartley - Hascho - Haschüt - Hasty - Haubrich - Hauser - Haverford - Haweka - Hawker - Haxel-JAP - Haza - Hazel - Hazlewood - HB - HBJ - HCM - HDG - Healing - HEC (Londen) - HEC (Taunton) - Hecker - Hedlund - Heidemann - Heilo - Heinkel - Heja - 
Heldun - Heli - Helios - Hella - Heller - Helo - Helvetia - Helyett - Hemeyla - Hemy - Henderson - Henkel - Henley - Herbi - Hercules (Australië) - Hercules (Birmingham) - Hercules (Derby) - Hercules (Neurenberg) - Hercules-Victor - Her-Cu-Motor - Herdtle-Bruneau - Herko - Herkra - Herma - Hermes (Berlijn) - Hermes (Birmingham) - Hermes (Hamburg) - Hermes (Nederland) - Hermes (Varberg) - Hero - Heron - Heros (Berlijn) - Heros (Niederoderwitz) - Herstschmann - Hertha - Hervo - Hesa - Hesketh - Hesleydon - Hess - Hessrad - Heuser - Hexe - Hiekel - Highland - Hilamann - Hildebrand - Hildebrand & Wolfmüller - Hirano - Hiro - Hirondelle (België) - Hirondelle (Frankrijk) - Hirsch - Hirth - Hispano Suiza - HJ - HJH - HKR - HL - HM (Helsingborg) - HM (Walsall) - HMB - HMK - HMO - HMW (Hallein) - HMW (Haspe) - HO - Hobart - Hochland - Hockley - Hoco - Hodaka - Hoenson - Hoffmann - Holden - Holley - Holroyd - Homelite - Honda - Honda Italia - Höne - Hongdu - Hoock - Horak - Horeon - Horex - Horsy - Hosk - Hoskison - Hostaco - Houard - Hovy - Howard - HRD - HT - HTM - Huc - Hucke-Rinne - Hüffer - Hughenden - Hulbert-Bramley - Hulla - Hulsmann - Humber - Hummel - Humphries & Dawes - Hunter (Australië) - Hunter (Frankrijk) - Hunwick-Hallam - Hunwick-Harrop - Hurikan - Hurricane - Hurtu - Husaberg - Husar - Husqvarna - Huvo - Huy - Hyde - Hyosung

## I
Ibis - Iconoclast - Ideal - Ideal-Brondoit - Ideal-Jawa - Idra - Idroflex - Iesch - IFA - IGM - IJ - Ikuzawa - Ilmor - ILO - IMB - IMC - Imholz - Imme - IMN - Imperator - Imperia (Hersbruck) - Imperia (Keulen) - Imperia (Luik) - Imperia (Turijn) - Imperial (Birmingham) - Imperial (Boston) - Imperial (Londen) - IMV - IMZ Ural - Independence - Indian - Indian Papoose - Indian-ACE - Indus - Innocenti - International - Intramotor - Intrepid - Invicta (Bologna) - Invicta (Coventry) - Invicta (Londen) - Invincible-JAP - Iprem - Ipswich - Iradam - Irbit - Iresa - Iris (Brescia) - Iris (Brixton) - Irtisch - Iruna - Isaria - Isch - Iso - Isoflex - Isothermos - Ita - Itagaki - Ital - Itala - Italemmezeta - Italjap - Italjet - Italkart - Italmoto - Ital-Moto-Jawa - Itar - ITC - Itom - Ivel - Iver-Johnson - IVM - Ivo Lola Ribar - Ivory - Ivy - IWL - Ixion (Birmingham) - Ixion (Frankrijk) - Ixion (Londen) - IZj

## J
JAC - Jack Sport - Jackson - Jackson Rotrax - Jada - JAK - Jale - Jamathi - James - Janecek & Wanderer - Janoir - Jap (George Greenwood) - JAP - JAP Store - Japauto - Javanti - Javon - Jawa - Jawa-Jezdi - J.B. Louvet - JB - J-Be - JBR Honda - JCM - JD - Jduna - Jean Thomann - Je-Be - Jeecy-Vea - Jefferson - Jehu - Jelinek - JES - Jesmond - Jetta - Jeunet - Jewel - JFK - JH - JHC - Jialing - Jikov - Jin Lun - Jincheng - JJ Cobas - JNU - JNZ - Joco - Joerns - Johnson (Groot-Brittannië) - Johnson (Verenigde Staten) - Joka - Joknitel - Joli - Jones - Jonghi - Joos - Jordan (Canada) - Jordan (Taiwan) - Jouclard - Joybike - JRD - JRM - JSL - Juckes - Judenne - Juergensen - Juéry - Juhö - Jules - Julin - Jullian - Junak - Juncker (Mulhouse) - Juncker (Rotterdam) - Junior (Livorno) - Junior (Montreal) - Juno - Jupp - Jurisch - JWK - J.W. Special

## K
K - K&K - K-2 - Kadi - Kahena - Kaiman - Kannon - Kanto - Kanuni - Kapiscooter - Kaptein - Karnan - Karü - Kasea - Katakura - Kathena - Keen - Katho - Kauba - Kawasaki - KC - KD - Keeway - Keller - Keller-Dorian - Kellow - Kelly - Kempisty - Kempton - Keni - Kenilworth - Kentaco - Kenzler-Waverley - Kerry - Kerry-Abingdon - Kessel - Kestein - Kestrel - KG - Kia - KIB - Kid - Kieft - Kilear - Killeen - Killinger & Freund - Kinetic - King - King Dyna - King Fram - King-JAP - Kingsbury - Kingsway - Kirk - Kirmer - Klotz - KM - KMB - KMS - KMZ Dnepr - Knap - K.O. - Kobas - Köbo - Koch - Kodiak - Koehler-Escoffier - Kofa - Köhler - Kohout - Kokomo - Kolibri - Komar - Kombassan Kanuni - Komet (Dresden) - Komet (Kovrovsk) - Kondor - König - Kon Tiki - Koppel - Korado - Kosmos - Koster - Kosty - Kove-Kovrovets - KR (Karl Rühmer) - KR (Karl Ritzinger) - Krakov - Kramer (Laubus-Eschbach) - Kramer (Nederland) - Kram-it/HRD - Krammer - Krasnyj Oktjabr - Kratmo - Krauser - Kreidler - Krieger - KRM - Kroboth - KRS - Krupp - KS - KSB - KTM - Kühne - Kuli - Kumfurt - Kurier - Kurras - KV - KVS - Kwan Yang - Kymco - Kynast - Kynoch - KZ

## L
L - L&C - L. Rosengart - La Belgique - La Constantine - La Couronne - La Dyle - La Foudre - La Française - La Française-Diamant - La Galbai - La Gantoise - La Lorraine - La Mondiale - La Montagnarde - La Mosane - La Moto Livreuse - La Pantherre - La Perle - La Pétrolette - La Pétrolette Oméga - La Simplex - La Victoire - Labor - Labre & Lamaudière - Lacombe - Ladetto - Ladies-Pacer - Lady - Lafour & Nougier - LAG - Lagonda - Laguesse - L'Alba - L'Albatros - Lamaudiere - Lambretta - Lambro - Lambrettino - Lamby - Lamoco - Lampo - Lancer (Coventry) - Lancia - Lanco - Landi - Langford - Lansman - Lanying - Lapébie - Lapierre - Lapize - L'Ardente - Lardori - Latscha - Laurenti - Laurin & Klement - L'Austral - Lavalette - L'Avenir - Laver - Laverda - Lazareth - Lazzati - LCH - LDE - LDR - LDV - Le Bichrone - Le Furet - Le Grimpeur - Le Petit Roi - Le Poulain - Le Vack - Lea Francis - Leader - Lebelt - Lecce - Lech - L'Eclair - Lectra - Lectron - LEF - Lefebvre - Lefol - Legia - Legnano - Lehman - Leifa - Leitch - Lelior - LEM - Lenda - Lenoble - Léon Bollée - Leon Soleil - Leonard - Leonardo Frera - Leone - Leopard - Leprotto - Lethbridge - Leto - Levis - Lévrier - Lewis - LFG - LGC - LGM - Liaudois - Libelle - Liberator (Franse motorfiets) - Liberator (Amerikaanse motorfiets) - Liberia - Liberty (Australië) - Liberty (Birmingham) - Light - Light Thor-Bred - Lightning - Lilac - Liliput - Lillyput - Lily - Limo - Lincoln-Elk - Liner - Linon - Linser - Linsner - Linto - Linx - Lion Rouge - Lion-Rapide - Litestar - Litho - Lito - Little Giant - Lloyd (Birmingham) - Lloyd (Bremen) - Lloyd (Nederland) - Lloyd (Neurenberg) - LMC - LML - Lalo, Mignonac et Poinsard - LMS - Lob - Locomotief - Lohmann - Lohner - Lohrlein - Lohuer - L'Oiseau Bleu - Lombardini - Lomos - London - Lord - Lorenz (Berlijn) - Lorenz (Stettin) - Loriot - LOT - LCR - Louis Clément - Louis Janior - Louis Lepoix - Louison - Loviana - Low (Groot-Brittannië) - Low (Italië) - LSE - Lube - Lucas - Lucer - Lucifer - Lucznik - Ludolph - Lugton - Lumen - Lupetto - Lupus - Lurquin Coudert - Lutèce - Lutrau - Lutz (België) - Lutz (Braunschweig) - Luwe - Lux - Lvovjanka - LWD - Lygier - Lynton

## M
M&K - M&M - M&P - MA - Mabeco - Mabon - Mabret - MAC - Macal - Macey - Macklum - Maco - Macquet - MADC - Madison - MAER - Mafa - Mafalda - Maffeis - MAG - Magaty - Magda - Magliano - Magnat-Debon - Magnat-Moser - Magneet - Magnet - Magni (Milaan) - Magni (Samarate) - Magri - Maico - Maicoletta - Main D’Or - Maino - Majestic (Birmingham) - Majestic (Brussel) - Majestic (Chatenay) - Major (België) - Major (Turijn) - Mako Shark - Malaguti - Malanca - Maldon - Mallee - Mallon - Malvern Star - Mammut (Altenstadt) - Mammut (Neurenberg) - Mamof - Maneschi - Manet - Manley - Manon - Mans - Manson - Mantovani - Manufrance - Manurhin - Manxman - Maranello-Moto - Marathon - Maraton - Marc - Marchand - Marchi e Fabri - Marck - Marelo - Mariani - Marini - Marjac - Marloe - Marlow - Marman - Marmonnier - Marot-Gardon - Mars (Coventry) - Mars (Londen) - Mars (Neurenberg) - Marseel - Marsey - Marsh - Martin (Australië) - Martin (Frankrijk) - Martin (Japan) - Martin (Londen) - Martin Moulet - Martina - Martin-JAP - Martinshaw - Martinsyde - Marusho - Marvel - Marvel-JAP - MAS (Milaan) - MAS (München) - Mascotte - Mase - Maserati - Mason & Brown - Masoni - Massarini - Massey-Arran - MAT - Matador (Deppdale) - Matador (Staßfurt) - Matchless - Matra - Maurer - Mauser - MAV - Mavisa - MAW - Mawi - Max (Berlijn) - Max (Groot-Brittannië) - Max (Levallois) - Maxim - Maxima - Maxwell - May Bros - Mazoyer - Mazzuchelli - Mazué - Mazzilli - MB (Buffalo) - MB (Praag) - MBA - MBK - MBM - MBR - MBS - MC - MCB - MCC - McEvoy - McKechnie - McKenzie - McLean Bros & Rigg - MCM - M-Design - MDS - Mead (Birmingham) - Mead (Liverpool) - Mécanique et Moteurs - Mecatecno - Mecatwin - Meccanica NVB - Mechanica - Medusa - Mega Machines - Megelli - Mego (Griekenland) - Mego (München) - Megola - Meguro - Meier - Meihatsu - Meijer - Meister - Mekenise - Meldi - Memini - Menicucci - Menon - Menos - Meray - Mercer - Mercier - Merco - Mercury - Merkel - Merkel-Light - Merli - Merlin (Australië) - Merlin (Spanje) - Merlonghi - Messner (motorfiets) - Meteor (Hannover) - Meteor (Praag) - Meteor (Stettin) - Meteore - Metro - Metropole - Metro-Tyler - Metz - Mexico - Meybein - Meybra - Mezo - MF (Frankrijk) - MF (Neurenberg) - MFB (Baarn) - MFB (Bologna) - MFB (Duitsland) - MFB (Hamburg) - MFZ - MGC - MGF (Berlijn) - MGF (Milaan) - MG-Taurus - Miami - Michaelson - Michaux - Michel-BMW - Michelin - Michl Orion - Microma - Micromoteur - Midget Bicar - Midual - Miele - Miesse - Mig - Mignon (Brussel) - Mignon (Modena) - Mignot - Milani - Militaire - Militor - Miller-Balsamo - Millet - Millionmobile - Mimoa - Minarelli - Minerva (Antwerpen) - Minerva (Turijn) - Minetti - Mineur - Mini Motor - Minimarcellino - Minimonstar - Miniscoot - Minneapolis - Minsk - Mineur - Mirage - Miranda (Dortmund) - Miranda (Gent) - Mishima Nainenki - Mistral - Mitchell - Mitsubishi (motorfiets) - Mitsui - Mival - Miyata - Mizubo - MJ - MJS - ML (Argentinië) - ML (Serpuhov) - MLP - MM (Bologna) - MM (Brockton) - MM (Nederland) - MMC - MMM - MMVZ - Moag - Mobec - Mobile - Mobylette - Moc - Mochet - Mocyc - Modenas - Mofa - Mohawk - Moisan - MOJ - Moko - Molaroni - Moller - Molteni - Monaco-Baudo - Monarch (Birmingham) - Monarch (Japan) - Monarch (New York) - Monarch-Excelsior - Monarchscoat - Monark - Mondial - Monet-Goyon - Monfort - Monneret - Monopole - Monotrace - Monotracer - Monterosa - Montesa - Montgomery - Monthlery - Monviso - Moonbeam - Moore Car - Morbidelli - Morisons - Morbidelli-Benelli - Morespeed - Moretti - Morgan Monotrace - Morini Franco Motori - Morini - Motus - Moriwaki - Morris (Birmingham) - Morris (Oxford) - Morris-Warne - Mors (Liaoning) - Mors (Nederland) - Mors (Parijs) - Mors-Speed - Morse-Beauregard - Morton-Adam - Moser (St. Aubin) - Moser (Mattighofen) - Moskva - Mosquito - Mostyn - Mota - Motag - Motamite - Motauto - Mota-Wiesel - Motek - Moteurcycle - Moto Bianchi - Moto Biros - Moto BM - Moto Borgo - Moto Emilia - Moto Française (MF) - Moto Française (ROC) - Moto Gabor - Moto Gelis - Moto Genève - Moto Gino Bartali - Moto Gori - Moto Graziella - Moto Guzzi - Moto Islo - Moto Italia - Moto Linx - Moto Meteora - Moto Milani - Moto Monte - Moto Moraco - Moto Morini - Moto Müller - Moto Negrini - Moto-Rêve - Moto Rhony'x - Moto Sanvenero - Moto Trail - Moto Union - Moto V - Moto Villa - Moto Zeta - Motobécane - Motobi - Motobic - Motobimm - Motobloc - Motocapello - Motocette - Motoclette - Moto-Comet - Motoconfort - Motodelta - Motoflash - Motoforms - Motolux - Motom - Motomec - Motomite - Motomobile - Motoped - Motopedale - Motopiana - Motor Glide - Motorhispania - Motor Jikov - Motor Trike - Motorfly Voisin - Moto-Rêve - Moto-Rhône - Motormeyer - Motosacoche - Motosolo - Mototraction - Mototrans - Motowig - Motox - Motozax - Motra-Wiesel - Motron - Motte - Mountaineer - Moveo - Movesa - Mowag - Möwe - Moy - MP (Milaan) - MP (Turijn) - MPH - MR (Genève) - MR (Milaan) - MR (Parijs) - MR (Polen) - Mr. Turbo - MRD Métisse - MT (Biella) - MT (Wenen) - MTC - MTT - Müco - MUFI - Mugen - Müller (Wenen) - Münch - Münch-URS - Muravei - Musa - Mustang (Glendale) - Mustang (Zweden) - MuZ - MV Agusta - MV Avello - MV Privat - MVB - MW (Altenburg) - MW (Nederland) - MWV - Mymsa - Myster - MZ ('t Zandt) - MZ (Zschopau)

## N
Namapo - Narcisse - Narcla - Nassetti - Nassovia - Navigator - National (Australië) - National (Verenigde Staten) - Navone - NAZ - Nazzaro - NB - NCR - Neall - Neander (Euskirchen) - Neander (Kiel) - Necchi - Neckarsulm - Neco - Needham - Negas & Ray - Negrini - Neko - Nello - Nemalette - Nencioni - Nera - Neracar - Ner-A-Car - Neroba - Nervor - Nestor - Nestoria - Nettunia - Neva - Neval - Neve - Neve-ILO - New Comet - New Coulson - New Era (Dayton) - New Era (Liverpool) - New Gerrard - New Henley - New Hudson - New Imperial - New Knight - New Map - New Motorcycle - New Paragon - New Rapid - New Revolution - New Ryder - New Scale - New Ydeal - Newmount - Newton - Next World Design - NH - Nibbio - Nicholas - Nickson - Niemen - Niesner - Nimbus - Ninon - NIS - Nissan - NKF - NLG - NMC - Noble - None Better - Norbreck - Nordap - Nordstern - Nordstjerman - Norelli - Noricum - Norlow - Norman - Norton - Norwed - Norved - Nostalgia - Nougier - Nova - Novicum - Novy - NSH - NSU - NSU-Lambretta - NSW - Numero Tre Triumph - NUT - NUX - NV - NVT - NWD - Nyman - Nzeta

## O
Oasa - OB - Oberle - OCC - OCM - OCMA - Ocra - OD - Oda - OEC - OEC-Blackburne - Oemil - Ofran - Ogar - OGE - Ogston - OHB - OIT - OK - OK Supreme - Olimpus Crown - Oliva - Oliverio - Olivos - Ollearo - Ollivier - Olmo - Olympia (Frankrijk) - Olympia (Milaan) - Olympic - Olympique - Olympus King - OM - OMA - Oman - OMB (Benesi) - OMB (Turijn) - OMC (Budrio) - OMC (Gerace Marina) - OMC (Japan) - OMC (Londen) - OME - Omea - Omega (Bradshaw) - Omega (Brussel) - Omega (Coventry) - Omega (North Hollywood) - Omega (Wolverhampton) - Omega-ILO - Omer - OMN - Omnia - OMT - Onaway - Onoto - Opel - OPRA - Opti - OR - ORAM - Orange Boulevard Motorcycle Company - Orange County Choppers - Orbit - Oreol - ORI - Orial (Lyon) - Orial (Neurenberg) - Orient - Origan - Original-Krieger - Orion - Orione - Orionette - Orix - Orix-Prina - Ormonde - Örnen - Ortloff - Ortona - ORUK - OSA - OSA-Liberty - Oscar (Bologna) - Oscar (Groot-Brittannië) - Oscha - Osmond - Osmont - Ossa - Ossamotos - Ostler - OTO - Ottaway - Otten - Ottenhof BMW - Ottino - Otto - Ottolenghi - Otus - Over - Overdale - Overseas - Overseas International Trading - OZ Trikes

## P
P&M - P&P - P&R - P&S - P.P. Roussey - PA - Pacer - Paddon - Paffrath - Paglianti - Pagnon - Paijifa - Pallion - Palmelli - Paloma - Paloma-Humblot - Pam - Pamag - Pan - Pandora - Pandra - Panni - Pannonia - Panther (Braunschweig) - Panther (Cleckheaton) - Panther (Duitsland) - Panthette - Panzer (merk) - Paperino - Paqué - Paragon - Paramount-Duo - Parfaite - Parilla - Paris Sport - Paris-France - Parisienne - Parvus - Pasco - Pasco-Jap - Pasquet - Passoni - Paton - Patria - Patriarca - Patriot - Patzner - Paul Speidel - Paul Vallée - Pauvert - Pawa - Pawi - Pax (Birmingham) - Pax (München) - PBH - PDC - PDV - PE - Pearl - Pearson - Pearson & Cole - Pearson & Sopwith - Pebok - Peco - Pécourt - Peerless (Birmingham) - Peerless (Boston) - Peerless (Melbourne) - Peerless (Oldham) - Pegaso - Pegasus - Pelikaan - PEM - Pen Nib - Pennington - Penta - Pentamoto - Penton - Per - Peraves - Perfecta (Courtedoux) - Perfecta (Parijs) - Peripoli - Perks & Birch - Perkun - Perlex - Permo - Pernod (Parijs) - Pernod (Seine) - Perpedes - Perplex - Perraux - Persch - Perugina - Perun - PET - Peta - Peters (Berlijn) - Peters (Ramsey) - Petit Reton - Petrel - Petrol-Cycle - Petroleum-Reitwagen - Petty - Peugeot - Peuple - Pfeil - Pfohl - PG - PGO - Phaenomen (Bielefeld) - Phaenomen (Zittau) - Phaenomobil - Phänomen (Bielefeld) - Phänomen (Zittau) - Phänomobil - Phantom (Berlijn) - Phantom (Verenigde Staten) - Phantom Cycle USA - Phasar - Phelon and Moore - Phénix - Phillips - Philtiens - Phoenix (Australië) - Phoenix (Charleroi) - Phoenix (Duitsland) - Phoenix (Groot-Brittannië) - Phoenix (Leeuwarden) - Phoenix (Londen) - Phoenix (Wenholthausen) - Piaggio - Piana - Piatti - Piazza - Piccolo - Piedbœuf - Pieper - Pierce Arrow - Pierton - Pilot (Birmingham) - Pilot (Zweden) - Pimph - Piola - Piot Moto - Piovaticci - Pirate (motorfietsen) - Pirie - Pirotta - Pirottino - Pirson - Pitty - PJK - Planet - Planeta - Plasson - Pluvier - PMC - PMW - PMZ - PO - Podkowa - Poinard - Pointer - Polenghi - Polet - Polini - Pomona - Ponny - Pony (Frankfurt) - Pony (Spanje) - Pony-Monark - Pope - Popet - Porsche - Portal - Portland - Posdam - Post - Postler - Potthoff - Pouncy - Poustka - Povaszke Strojarne - Pow Wow - Powa - Powell - Power Dyne Vehicles - Power Pak - Power Wheel - Powerbike - Powerful - Praga - Pränafa - Praso - Precision (Derngate) - Precision (Birmingham) - Premeta - Premier - Premo - Premoli - Prester - Presto - Pretis - Pride - Pride & Clarke - Prim - Primarius - Prina - Prince - Princeps - Prinetti & Stucchi - Prior - Priory - Progress (Berlijn) - Progress (Coventry) - Progress (Italië) - Progress (Stadelhofen) - Promot - Propul (Keulen) - Propul (Levallois) - Propul-Cycle - Protar - Proton - PSW - Puch - Puch Avello - Pullin-Groom - Pulsar - Puma (Argentinië) - Puma (Groot-Brittannië) - Puma (Italië) - PV - Pygmy - Python - PZI - PZL

## Q
Quadrant - Quadzilla - Quagliotti - Quantel-Cosworth - Quantum - Quasar - Qianjiang - QUB - QUB-Seeley - Quick - Quirks

## R
R&F - R&H - R&K - R&P - Rabbit - Rabeneick - Racer - Racycle - Radar - Radco - Radex - Radexi - Radiola - Radior - Radmill - Radvan - Raglan - Rajdoot - Raleigh - Rambler (Ashford) - Rambler (Racine) - Ranger - Ranzani - RAP - Rapid (Berlijn) - Rapid (Frankrijk) - Rapid (Italië) - RAS - Raskin - Rasser - Ratier - Ratingia - Ratly - Rau - Ravat - Ray (Londen) - Ray (Nottingham) - Raynal - RB - RB Developments - RB Projects - RE - Reading Standard - Ready (Kortrijk) - Ready (Weston Super Mare) - Real - Rebro - REC - Record - Red Arno - Red Horse - Red Panther - Red Star - Reddis - Redorne - Redrup - Reed - Reform - REG - Regal - Regal-Green - Regent (Groot-Brittannië) - Regent (Londen) - Regina (Derby) - Regina (Ilford) - Regina (Parijs) - Regnis - REH - Reid - Reima - Reimo - Reina - Reinmech - Reiter (motorfiets) - Reitwagen - Relay - Reliance - Remondini - Remus - Renard - Renata - Renault - René Gillet - Renegade - Renner Original - Rennsteig - Renova - Republik - Revere - Revolution (motorfietsmerk) - Rewaco - Rex (Behringersdorf) - Rex (Coventry) - Rex (Halmstad) - Rex (München) - Rex-ACME - Rex-JAP - Rex-OEC - Reynolds - Reynolds-Runabout - Reynolds-Scott - Reynolds Special - Rhonson - Rhony'x - Ribi - Richard - Richards - Rickman Métisse - Ridley - Riedel - Rieju - Riga - Rigal - Rigat - Rijkmobiel - Rikuo - Riley - Rinne - RIP - Rivara - Riverside - Riviera - Rivierre - Riwa - Riwina - Rixe - Rizzato - RMW - ROA - Robako - Robinson & Price - Robot - ROC (Annemasse) - ROC (Birmingham) - Rochester - Rochet - Rocket (Japan) - Rocket (Napels) - Rocket (Verenigde Staten) - Rockford - Rockson - Roco - Roconova - Roe - Roemar - Roes - Roessler & Jauernig - Roger Barbier - Röhr - Rokon - Roland (Berlijn) - Roland (Frankrijk) - Roland (Keulen) - Rolemo - Roleo - Rolletta - Rolfe - Rollera - Rolly - Romania - Romano - Romeo - Romet - Romp - Rond - Rondine (Aprilia) - Rondine (Melegnano) - Rondine (Pavia) - Rondine (Rome) - Rondine (Vigevano) - Rond-Sachs - Roots - Roper (Verenigde Staten) - Roper (Wolverhampton) - Rose - Rosengart - Rosselli - Rosseneu et Lefebvre - Rossi (Parma) - Rossi (Varese) - Rota - Rotary - Rotax - Roter Teufel - Rothwell - Roton - Rotrax - Rotter - Roulette - Roussey - Rova - Rova-Kent - Rovena - Rover - Rovetta - Rovin - Rovlante - Rowill - Royal (Basel) - Royal (Frankrijk) - Royal (Milaan) - Royal (New York) - Royal Ajax - Royal Baby - Royal Eagle - Royal Enfield (Groot-Brittannië) - Royal Enfield (India) - Royal Express - Royal Jelly - Royal Mail - Royal Moto - Royal Nelly - Royal Nord - Royal Pioneer - Royal Roebuck - Royal Ruby - Royal Scot - Royal Sovereign - Royal Standard - Royal Star - Royal Super - Royal Wellington - Royalty - RPF - RS (Berlijn) - RS (Karlsruhe) - RSI - RTM - RTX - Rubinelli - Ruche - RUD - Rudge - Rudge-Wedge - Rudge-Whitworth - Rueder - Rufa - Ruhl - Rulliers - Rumi - Runbaken - Runge - Rupp (Swinemünde) - Rupp (Verenigde Staten) - Rupta - Rush (Australië) - Rush (Brussel) - Ruspa - Russell - RUT - Ruter - Ruwisch - Rwanda Motorcycle Company - RWC - RWE - RW-Scout

## S
S 3800 - S&G - S&N - Sabre - Sachs - Sachsfil - Saci - Sadem - Sadrian - Sagitta - Salira - Salsbury - Saltley - Salvator - Salve - Sampson - San Christophoro - San Yang - Sanchoc - Sanciome - Sanglas - Sanko Kogyo - San-Sou-Pap - Santamaria - Santoja - Sanvenero - Sanyo - Saphir - SAR (Berlijn) - SAR (Villadossola) - Saracen - Sarco, Sarco-Reliance - Sarenka - Sarkana-Swaigsne - Saroléa - Sartorius - Satan - Saturn (Chequers Bridge) - Saturn (Kamenz) - Saund - Sava - Savage - Savard - Saxessories - Sbarro - SBD - Scaldis - Scale - Scania - Scarab - Scarabeo - Scheibert - Schek-BMW - Schickel - Schliha - Schlimme - Schmid - Schneider - Schnell-Horex - Schroff-Record - Schunk - Schürhoff - Schütt - Schüttoff - Schüttoff-DKW - Schwager - Schwalbe (Aalen) - Schwalbe (Uster) - Schwan - Schweppe - SCK - SCL - Scootabout - Scootamobile - Scootavia - Scooterette - Scorpa - Scorpion - Scoto - Scott - Scotta - Scott-Cyc-Auto - Scout - Scoutex - Scylla - Seal - Sears - Seegard - Seel - Seeley - Segale - Seidel & Naumann - Seiling - Seith - Semior - Semper - Sempur - Senior - Senn Moto-Spezial - SER - Sequera - Sertum - Serveta - Service - Sessa - Setter - Sevitame - Sewüt - Seymaz - SFM - S-Fortis - SFW - SGS - SH - Shacklock - Sharratt - Shaw (Birmingham) - Shaw (Galesburg) - Sheffield-Dunelt - Sheffield-Henderson - Shepherd - She-Lung - Sherco - Shifty - Shin Meiwa - SHL - Showa - Siam - Siamoto - SIAMT - SIAT - Siata - SIC - Sicraf - Side-bike - Sidemotor - Sieg - Siegfried - Signorelli - SIL - Silo - Silk - Silva - Silver Prince - Silver Star (Australië) - Silver Star (Japan) - SIM - Simard - Simca - Simoncelli - Simonetta - Simonini - Simonon - Simplex (Amsterdam) - Simplex (Birmingham) - Simplex (New Orleans) - Simplex (Turijn) - Simson - Sinamec - Singer - Sinski - Siphax - Sirocco - Sirrah - SIS - Sissy - Sitta - Sitta-Crédette - Sittor - Sjanghai - SJK - SKF - SKO - SkyTeam - Skylon - SL - Slade-JAP - Slaney (motorfiets) - Slavia - Slinger - SM - Smart (Frankrijk) - Smart (Wiener Neustadt) - Smith - SMS - SMW - SMZ (Duitsland) - SMZ (Serpuhov) - Snell-California - Snob - Socovel - SOK - Sokol - Solar Cycle - Solaris Honda - Solex - Solifer - Solo - Sominoe - Sommaire - Sommer - Sooraj - SOS - Souplex - Southey - Sovereign - Soviet Knight - Soyer - Spacke - Spa-JAP - Spark (Coventry) - Spark (Londen) - Sparkbrook - Sparta - Spartan - Sparton - Spaviero - Special-Monneret - Speed - Speed King - Speed-King-JAP - Speedway - Speedwell - Speedwheel - Sphinx - Sphynx - Spiegel - Spiegler - Spiess - Spindler - Spiriditis - Spondon - Spring - Springfield - Sprite - Spryt - Stabil - Stadion - Stafett - Stafford - Stag - Stahl - Stainless - Standard (Hagen) - Standard (Ludwigsburg) - Standard (Taiwan) - Standard (Zweden) - Stanger - Stanley - Star (Berlijn) - Star (Coventry) - Star (Dresden) - Star (Luik) - Star (Wolverhampton) - Startwin - Star-Gem - Staub - Steen - Steffey - Steidinger - Stella (Bilancourt) - Stella (Milaan) - Stellar - Steppke - Sterling - Stern - Sterna - Sterva - Sterzi - Stevens - Steyr-Daimler-Puch - Sticherling - Stilma - Stimula - Stock - Stoewer - Stolco - Stopp - STR - Stredor - Strolch - Struco - Stuart - Stucchi - Sturm - Sturmey-Archer - STV - Styl’Son - Styria - Sublime - Succes - Sudbrack - Sudbrook - Suecia - Sugar - Sulky - Sultan - Sumita - Sun - Sun-Vitesse - Sunbeam - Sundiro - Superba - Superb-Four - Superia (Karlsruhe) - Superia (Zedelgem) - Superior - Super-Itala - Super Flea - Super-X - Supplexa - Supremoco - Suquet - Surgical Steeds - Surrey - SUT - Sutherland - Suton - Suzuki - Suzy - SVM - Swallow - Swallower - Swan - Swastika - Swift - Swingler - Swissauto - SWM (motorfiets) - SYM - Symplex - Syphax

## T
Tai Shan - Taichuang - Taka - Tak Taz - Talbot - Tandon - Tansini - Tappella-Fuchs - Tarbo - TAS - Tatran - TAU - Taura - Taurus - Tautz - Tavernier - TD Cross - Teagle - Tecnomoto - TeCo - Teddy - Tee-Bee - Tehuelche - Telai - Temple - Tempo (Duitsland) - Tempo (Sandnes) - Terra - Terrot - Testi - Tetge - TGB - TGM - TGR - The Beast - The Bercley - The Birch - The Bord - The Fly - The Gold Lion - The London - The Rose - Thein & Goldberger - Thiem - Thomann - Thomas (Barnet) - Thomas (Buffalo) - Thomassin - Thompson - Thor - Thoria - Thorough - Thoroughbred - Three Spires - Thumann - Thunder - Tianjin Zündapp - Tickle - Tieltia - Tierce - Tiffany (motorfiets) - Tiger (Chicago) - Tiger (Keulen) - Tigli - Tika - Tilbrook - Tilex - Till - Tilston - Timeless - Tinkler - Titan (Amerikaans motorfietsmerk) - Titan (Puntigam bei Graz) - Titan (San Marinees motorfietsmerk) - Tiz-Am - TM - T-Minerva - TMZ - Tobishi - Tohatsu - Tomaselli - Tommasi - Tomos - Tonkin - Topper - Topres - Toreador - Tornax - Tornedo - Torpado - Torpedo (Barton-on-Humber) - Torpedo (Frankfurt) - Torpedo (Geestemünde) - Torpedo (Kolin) - Torpedo (Verenigde Staten) - Torpille - Torrot - Toshijika Pandra - Tosho - Totako - Townend - Toyomotor - TP Engineering - Track - Trafalgar - Trafford - Tragatsch - Train - Train-Italia - Trans Ama - Traupel - Treblig - Trebloc - Tremo - Trent - Trespedi - Trespidi - T-Rex - Tri Rod - Trianon - Tribune - Trice - Triomphus - Triple-H - Triplette - Tripol - Trirod - Triton - Triumph - Trivan - Trobyke - Trojan - Troll - Tropfen - Trump, Trump-JAP - Tryphonos - Tsubasa - Tubauto - Tuk - Tula - Tulitsa - Tünde - Tunturi - Türkheimer - Turner - TVS-Suzuki - Twin Eagle - TWM - TWN - TX - Tyler (Australië) - Tyler (Londen) - TYM Industries - Typhon - Typhoon

## U
UDE - Ufo - Ug - Ultima - Ultimate - Ultra (Italië) - Ultra (Mira Loma) - Underslung - Unibus - Unilli - Unimoto - Union (Charlottenborg) - Union (Den Hulst) - Union (Groot-Brittannië) - Universal (Dresden) - Universal (Rome) - Universal (Willisau) - Universelle - Uno - Ural - Urania - URS - URWN - US Trikes - UT - Utilia

## V
V8 Motorcycles - Vaga - Val - Valenti - Valiant - Valls - Valmobile - Van Hauwaert - Van Veen - VAP - Vaporette - Varel - Varelli - Vaschetto - Vasco - Vassena - Vaterland - Vauxhall - Vecchietti - Vedeha - Vee Two - Velamos - Velenzo Bromzo - Velmo - Veloce - Velocette - Velocycle - Velomotor Testi - Veloneta - Velorex - Velosolex - Veloto - Velovap - Velox (motorfiets) - Venus (Donauwörth) - Venus (Londen) - Verdel - Verga - Velox - Verlor - Veros - Verschaeve & Truffaut - Vertemati - Verus - Vespa - Vesting - Vesuv - Viatka - Viberti - Vickycycle - Victa - Victoire - Victor - Victor-Blackburne - Victoria (Glasgow) - Victoria (Neurenberg) - Victoria (Sint-Niklaas) - Victory Motorcycles - Victory (Padua) - Vidson - Vidyut - Vihur - Viking - Villa - Villalbi - Villiers - Villof - Vimer - Vincent-HRD - Vincent USA - Vinco - Vindec (Keulen) - Vindec (Londen) - Vindec-Special - Viper - Viratelle - Vis - Viscometa - Vitesse - Vittoria - Vivani - Vi-Vi - VLK - VMC (Birmingham) - VMC (Holten) - Vnii Motopron - Volksroller - Vollblut - Volta - Vomo - Von Meyerberg - VOR - Voran - Vortan - Voskhod - Vostok - Voxan - Vromm - VS - VTI Trikes - Vulcan (Lutterworth) - Vulcan (Turnov) - Vulcan (Welshpool) - Vulkaan - Vyatka - Vyrus

## W
W&G - W&W - Wabo - Wackwitz - Wacox - Waddington - Waddon - WAG - Wagener - Wagner (Horazdovice) - Wagner (St. Paul) - Wakefield - Walba - Wall - Wallis - Walmet - Walter (Mühlhausen) - Walter (Praag) - Wanderer - Waratah - Ward - Wardill - Warrilow - Warrior - Warwick - Wasp - Wassell - Watney - Watson - Watsonian - Waverley (Birmingham) - Waverley (Jefferson) - WCM - WD - Wearwell - Wearwell-Stevens - Weatherell - Weaver - Weber & Reichmann - Weber-MAG - Weber-MuZ - Wecoob - Wee McGregor - Wegro - Weiss - Wela - Welbike - Weller - Wels - Welt-Rad - Wereld - Werner - Werner-MAG - Werno - Weslake - Wespe - West Coast Choppers - Westfalia - Westfield - Westor - Westovian - WFM - WEVO - Wheatcroft - Whippet (Hounslow) - Whippet (Londen) - Whippet (Twickenham) - Whirlwind - White - White & Poppe - White Knuckle - Whiting - Whitley - Whitwood - Whizzer - Wide - Wiga - Wigan-Barlow - Wiking - Wikro - Wilbee - Wilco - Wild West - Wilhelmina - Wilier - Wilkin - Wilkinson - Wilkinson-Antoine - Wilkinson-TAC - Wilkinson-TMC - Williams - Williams-Triumph - Williamson - Willow - Wilmac - Wilson's Motor - Wimmer - Win - Winco - Windhoff - Windjammer - Windle - Windsor - Wingwheel - Winha - Winkler - Wisto - Witall - Wittekind - Wittler - Wiwo - Wizard - Wjatka - WK - WK Trikes - WKB - WM - WMB - WMR - WNP - Woden - Wolf - Wolseley - Wolsit - Wonder - Wood - Wooler - Wooley - Wotan - WSE - WSK - WSM - W-Tec - Wuco - Wulfruna - Wul-Gum - Wurring - Württembergia - Wu's Tech - Wyse

## X
X-All - X-cite - Xgjao - Xiang Jiang - Xingfu - XL - X-Tra

## Y
Yale - Yale-California - Yamaguchi - Yamaha - Yangtze - Yankee (Schenectady) - Yankee (St. Louis) - Yas'Our - Yezdi - York - Yoshimura - Young - Yuki - Yvel

## Z
Zabel - Zanella - Zanetti - Zanzani - Zap - Zedel - Zegemo - Zehnder - Zehner - Zenit - Zenith - Zenith-Bradshaw - Zepa - Zephyr - Zero - Zeta - Zetge - Zeugner - Zeus (Leipzig) - Zeus (Reichenberg) - Zhenhua - ZiD - Ziejanü - Zif - Zircon - Ziro - ZL - ZM - Zorch - ZP - Zuch - Zündapp - Zürcher - Zürcher & Lühti - Zürtz & Hartmann - Zürtz-Rekord - Zwaluw - Zweirad Union - Zwerg - ZWI - ZZR